# Costinha (calciatore 1992)
João José Pereira da Costa, meglio noto come Costinha (Coimbra, 25 agosto 1992), è un calciatore portoghese, attaccante del Torreense.

## Caratteristiche tecniche
È una mezzapunta.

## Carriera
Ha esordito il 28 agosto 2011 con la maglia del Sertanense in un match di Taça de Portugal vinto 1-0 contro il Nogueirense.

## Statistiche

### Presenze e reti nei club
Statistiche aggiornate al 7 luglio 2017.
| Stagione          | Squadra           | Campionato        | Campionato | Campionato | Coppe nazionali | Coppe nazionali | Coppe nazionali | Coppe continentali | Coppe continentali | Coppe continentali | Altre coppe | Altre coppe | Altre coppe | Totale | Totale | Totale |
| Stagione          | Squadra           | Comp              | Pres       | Reti       | Comp            | Pres            | Reti            | Comp               | Pres               | Reti               | Comp        | Pres        | Reti        | Pres   | Reti   |        |
| ----------------- | ----------------- | ----------------- | ---------- | ---------- | --------------- | --------------- | --------------- | ------------------ | ------------------ | ------------------ | ----------- | ----------- | ----------- | ------ | ------ | ------ |
| 2011-gen. 2012    | Sertanense        | SD                | 1          | 0          | TP              | 1               | 0               |                    | -                  | -                  |             | -           | -           | 2      | 0      |        |
| gen.-giu. 2012    | Tocha             | TD                | 20         | 6          | TP              | 0               | 0               |                    | -                  | -                  |             | -           | -           | 20     | 6      |        |
| 2012-gen. 2013    | Tocha             | TD                | 0          | 0          | TP              | 0               | 0               |                    | -                  | -                  |             | -           | -           | 0      | 0      |        |
| gen.-giu. 2013    | Fredericia        | 2                 | 24         | 3          | CD              | 0               | 0               |                    | -                  | -                  |             | -           | -           | 24     | 3      |        |
| 2013-gen. 2014    | Fredericia        | 2                 | 11         | 0          | CD              | 0               | 0               |                    | -                  | -                  |             | -           | -           | 11     | 0      |        |
| Totale Fredericia | Totale Fredericia | Totale Fredericia | 35         | 3          |                 | 0               | 0               |                    | -                  | -                  |             | -           | -           | 35     | 3      |        |
| gen.-giu. 2014    | Lusitano FC       | 3D                | 16         | 4          | TP              | 0               | 0               |                    | -                  | -                  |             | -           | -           | 16     | 4      |        |
| 2014-2015         | Lusitano FC       | 3D                | 32         | 15         | TP              | 2               | 2               |                    | -                  | -                  |             | -           | -           | 34     | 17     |        |
| Totale Lusitano   | Totale Lusitano   | Totale Lusitano   | 48         | 19         |                 | 2               | 2               |                    | -                  | -                  |             | -           | -           | 50     | 21     |        |
| 2015-2016         | Vitória Setúbal   | PL                | 28         | 4          | TP+TL           | 3+0             | 0               |                    | -                  | -                  |             | -           | -           | 31     | 4      |        |
| 2016-2017         | Vitória Setúbal   | PL                | 32         | 1          | TP+TL           | 2+2             | 0               |                    | -                  | -                  |             | -           | -           | 36     | 1      |        |
| Totale carriera   | Totale carriera   | Totale carriera   | 164        | 33         |                 | 10              | 2               |                    | -                  | -                  |             | -           | -           | 174    | 35     |        |

## Palmarès

### Club

#### Competizioni nazionali
- Segunda Liga: 1

Tondela: 2024-2025